# Ricco Ross
Ricco Ross (Chicago, 16 aprile 1958) è un attore statunitense.
Quinto di otto fratelli, è attivo dagli anni ottanta.
È sposato con la moglie Julie Shannon ed ha due figli, Aisha e Rami.

## Filmografia parziale

### Cinema
- Il giustiziere della notte 3 (Death Wish 3), regia di Michael Winner (1985)
- Aliens - Scontro finale (Aliens), regia di James Cameron (1986)
- Robinson Crusoe - La storia vera (Crusoe), regia di Caleb Deschanel (1989)
- Mission: Impossible, regia di Brian De Palma (1996)
- Wishmaster - Il signore dei desideri (Wishmaster), regia di Robert Kurtzman (1997)

### Televisione
- E.R. - Medici in prima linea (ER) – serie TV, un episodio (2006)
- Un marito per Natale (A Husband for Christmas), regia di David DeCoteau – film TV (2016)
- The Sandman, regia di Peter Sullivan – film TV (2017)
- Mai fidarsi del mio vicino (The Wrong Boy Next Door), regia di David DeCoteau – film TV (2019)
- S.W.A.T. – serie TV, episodio 6x12 (2023)

## Doppiatori italiani
Nelle versioni in italiano delle opere in cui ha recitato, Ricco Ross è stata doppiata da:
- Marco Fumarola in K.C. Agente Segreto